# キューブイノベーション
株式会社キューブイノベーションは、測定器・計測器購入のサイト「測定キューブ」を運営している企業。

## 沿革
- 平成02年08月 - 土木計測機・測量機販売を主な目的として、有限会社レックスコミュニティ設立。(資本金2000万)
- 平成06年10月 - 商号を有限会社八千代総研に変更。
- 平成11年06月 - 現在の兵庫県西宮市大畑町6番10号に本社を移転。
- 平成25年01月 - 測定器・計測器販売専門サイト「測定キューブ」オープン
- 平成25年02月 - 商号を株式会社キューブイノベーション、資本金を3000万円に変更。
- 平成25年02月 - 代表取締役 正垣徳之 就任。
- 平成25年06月 - 機械工具商　兵庫県公安委員会許可を得る　第 631311300035 号
- 平成25年06月 - 高度管理医療機器等 販売業・賃貸業の許可を得る　許可番号：00016700260（兵庫県）
- 平成25年07月 - 毒物劇物一般販売業の許可を得る　登録番号　第 300076 号

## 各機関認定･許認可
- 機械工具商 - 第 631311300035 号
- 高度管理医療機器等 販売業・賃貸業 - 許可番号：00016700260（兵庫県）
- 毒物劇物一般販売業 - 登録番号　第 300076 号